# تپه قلعه کمر
تپه قلعه کمر در شهرستان قزوین، بخش رودبار الموت، روستای چاله واقع شده و این اثر در تاریخ ۲۵ اسفند ۱۳۸۰ با شمارهٔ ثبت ۵۵۱۸ به‌عنوان یکی از آثار ملی ایران به ثبت رسیده است.